# Nexus 6P
Le Nexus 6P est un smartphone codéveloppé par Google et par Huawei.
C'est l'un des deux modèles de la gamme Nexus 2015 de Google, avec le smartphone Nexus 5X. Il a été lancé, pour les précommandes le 29 septembre 2015 et succède au Nexus One, au Nexus S, au Galaxy Nexus, au Nexus 4, au Nexus 5 et au Nexus 6.
Son nom de code est Angler.
L'appareil n'est plus garanti de recevoir des mises à jour de son système d'exploitation depuis septembre 2017. Les mises à jour de sécurité sont quant à elles, garanties jusqu'en novembre 2018 . La version actuellement supportée de son système d'exploitation est Android 8.1 .